# Бистриця (Літія)
Бистриця (словен. Bistrica) — поселення в общині Літія, Осреднєсловенський регіон, Словенія. Висота над рівнем моря: 543,7 м.